# Карпов, Валентин Семёнович
Валентин Семёнович Карпов — советский государственный и политический деятель.

## Биография
Родился в 1925 году в Липовке Балыклейского района Сталинградской области. Член ВКП(б) с 1950 года.
Участник Великой Отечественной войны. С 1947 года — на общественной и политической работе. В 1947—1982 гг. — студент Сталинградского механического института, 2-й секретарь Сталинградского горкома ВЛКСМ, 2-й секретарь Советского райкома КПСС, первый секретарь Советского РК КПСС, 1-й секретарь Камышинского горкома КПСС, заместитель председателя исполкома Волгоградского областного Совета депутатов трудящихся, 1-й секретарь Волгоградского горкома КПСС.
Избирался депутатом Верховного Совета РСФСР 8-го, 9-го, 10-го созывов.